# 1.fm
1.fm es un servicio libre de varios canales de la radio por Internet, especializándose en muchos géneros de la música. Las ofertas de la red del 1.fm 29 canales únicos en los formatos de MP3, del audio de los medios de Windows, y de SHOUTcast.
Los oyentes pueden elegir entre el acceso de banda ancha o de marcado manual del bitrate.

## Historia
En octubre de 2005, Energy Group Networks LLC fundó la red del 1.fm. El tráfico que escucha concurrente diario ahora enarbola bien sobre 30,000 y está continuando subiendo.
En octubre de 2006, Ando Media alineó el 1.fm como la red de radio #2 en el Internet bajo sus medidas (el WebcastMetrics).

## Canales
- 50's & 60's
- 80's-Euro
- 80's-US
- 90's
- Afterbeat Electronica
- Amsterdam Trance Radio
- Blues
- Bombay Beats
- Chillout Lounge
- Club 1
- Country
- Dance
- Destination SPA
- Disco Ball
- Eternal Praise & Worship
- Flashback Alternatives
- High Voltage
- Jamz
- Luxuria Music
- Jazz
- Otto's Baroque Music
- Otto's Classical Musick
- Otto's Opera House
- ReggaeTrade
- Smooth Jazz
- Jazz
- Top 40
- Trance
- Urban Adult Choice
- Urban Gospel
- Villa Indie Radio
- X